# Tacoma Dome
El Tacoma Dome es una arena multiusos de la ciudad estadounidense Tacoma. La arena tiene una capacidad máxima para 23.000 espectadores y fue abierto el 21 de abril de 1983, para ser remodelado en el año 2018.

## Antecedentes
En 1980, el deseo de la comunidad de la ciudad de Tacoma de tener un escenario de clase mundial es puesto en marcha, luego de ser rechazado en años anteriores y se decidió que el barrio de Howthorne sería el indicado para la construcción del recinto. Cuando comenzó la construcción se decidió que el recinto debería albergar varios tipos de eventos y deportes.
La estructura del domo de la arena fue inspirada en el Skydome de NAU de Flagstaff aunque terminó siendo más grande que este y uno de los domos más grandes del país.
La arena fue remodelada en 2018, luego de 35 años de ser abierta, en esta remodelación se utilizaron 35 millones de dólares para añadir nuevos asientos modernos con un espacio amplio para las piernas, renovar y añadir baños públicos del recinto, nuevos puntos de ventas de alimentos y bebidas y renovación de vestuarios, haciendo la experiencia de visitar la arena mucho mejor.
- Datos: Q1570942
- Multimedia: Tacoma Dome / Q1570942